# Molenwijk (Haarlem)
Molenwijk is een wijk van het Haarlemse stadsdeel Schalkwijk. Haarlem is de hoofdstad van de Nederlandse provincie Noord-Holland. 
Er wonen op dit moment in Molenwijk ruim 8.000 inwoners. 
Molenwijk is het groene deel van Schalkwijk. In Molenwijk bevindt zich ook de Molenplas, die is gelegen aan de Ringvaart. Vanuit Molenwijk zuid is het mogelijk om bij helder weer de plaatsen: Cruquius, Vijfhuizen, Schiphol en Halfweg te zien liggen. Ook kun je vanaf de Molenplas de Bigspottershill van de Floriade zien.
In Molenwijk bevinden zich enkele winkels, restaurants en een sportcentrum met onder andere een zwembad.